# Linia kolejowa Aarhus – Randers

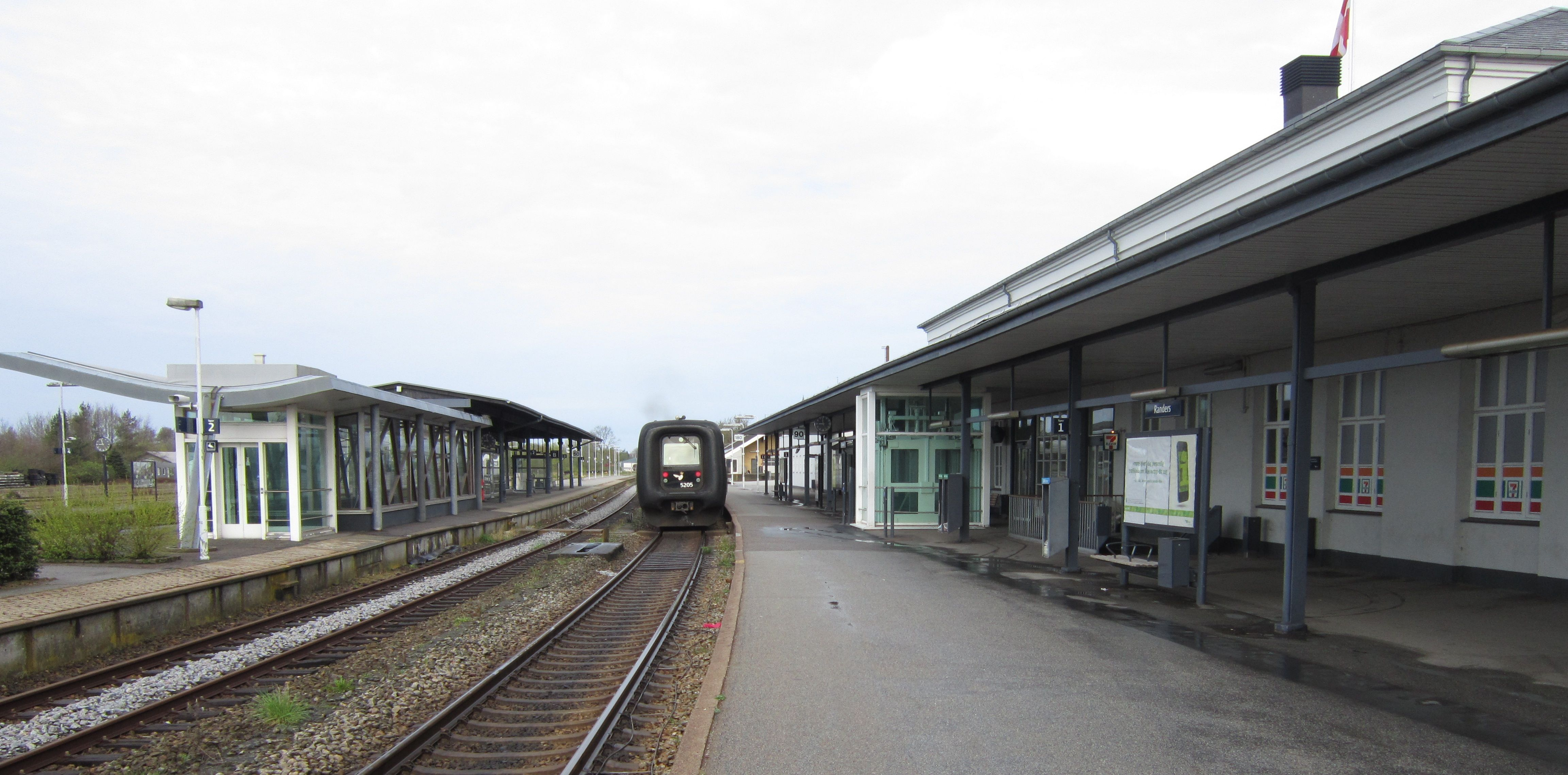
Randers

Linia kolejowa Aarhus-Randers (duń: Aarhus-Langå-Randers Jernbane) – linia kolejowa otwarta w dniu 2 września 1862 jako pierwsza linia kolejowa w Jutlandii. Łączy Aarhus z Randers.

## Historia
Linia została zbudowana przez konsorcjum, Peto, Brassey and Betts, które otrzymało koncesję na budowę w lutym 1859 na trasie z Langå do Struer.